# Népszámlálási körzetek
A népszámlálási körzet egyes országokban hivatalos kifejezés az ország területének felosztásában, földrajzi egységnek tekinthető. Nem tévesztendő össze a magyarországi számlálókörzettel.

## Az Egyesült Államokban és Kanadában
A népszámlálási körzetek (angol nyelven: census division) egy hivatalos kifejezés az Amerikai Egyesült Államokban és Kanadában. A népszámlálási körzetek Kanadában másodszintű földrajzi népszámlálási egységnek számítanak, melyek a tartományok és területek szintje alatt, illetve a népszámlálási alkörzetek és vonzáskörzetek szintje felett helyezkedik el. Azokban a tartományokban, ahol van népszámlálási körzet, ott ez összhangban van a megyékkel, a kistérségekkel, illetve a regionális kerületekkel. Az Egyesült Államokban a Népszámlálási Hivatal osztotta fel az ország területét 4 népszámlálási régióra és 9 népszámlálási körzetre. A Népszámlálási Hivatal a megyéket, illetve a megyékkel azonos közigazgatási egységeket megyei népszámlálási körzetekre, illetve kisebb civil körzetekre osztotta fel, attól függően, hogy melyik államról van szó.

## Fordítás
Ez a szócikk részben vagy egészben  a   Census division című angol Wikipédia-szócikk ezen változatának fordításán alapul.  Az eredeti cikk szerkesztőit annak laptörténete sorolja fel. Ez a jelzés csupán a megfogalmazás eredetét és a szerzői jogokat jelzi, nem szolgál a cikkben szereplő információk forrásmegjelöléseként.